# Minami Kuribayashi
Minami Kuribayashi, född 11 juni 1976 i Shizuoka i Japan, är en japansk artist och röstskådespelare. Hon har bland annat medverkat i Kimi ga Nozomu Eien som röst och i Chrono Crusade som intro-sångare.

## Roller

### Sång
- Akane Mainax (OVA) - intro- och outrosångskompositör samt introsångare.
- Chrono Crusade (TV) - introsångare.
- Immortal Grand Prix (TV) - outrosångskompositör, outrosångsförfattare samt outrosångare.
- Kishin Taisen Gigantic Formula (TV) - introsångare
- My-Otome (TV) - introsångare, introsångsförfattare
- My-HiME (TV) - introsångare och introförfattare (episod 26)
- Rumbling Hearts (TV) - intro- och outrosångare, intro- och outrokompositör och intro- och outrosångare.
- School Days (ONA) - sångare
- Super Robot Wars Original Generation (TV) - outrosångare, outrosångsförfattare samt outrosångskompositör.
- Tide-Line Blue (TV) - introsångskompositör, introsångsförfattare och introsångare

### Röst
- Akane Mainax (OVA) som Haruka Suzumiya
- AyuMayu Theater (ONA) som Haruka Suzumiya
- Mai-Otome (TV) som Erstin Ho
- Mai-Otome Zwei (OVA) som Ribbon Chan
- Rumbling Hearts (TV) som Haruka Suzumiya
- School Days (ONA) som Minami Obuchi